# ATP World Tour Finals 2012
Die ATP World Tour Finals 2012 fanden vom 5. bis zum 12. November 2012 wie im Vorjahr in London, in der O2 Arena statt; gespielt wurde in der Halle auf Hartplatz. Neben den vier Grand-Slam-Turnieren sind die ATP World Tour Finals der wichtigste Wettbewerb im Herrenprofitennis; sie finden jeweils am Ende der Saison statt. Das Turnier war Teil der ATP World Tour 2012.
Titelverteidiger im Einzel war Roger Federer, der 2011 im Finale Jo-Wilfried Tsonga besiegte. Er erreichte auch in diesem Jahr wieder das Finale, wo er sich dem Weltranglistenersten Novak Đoković in zwei Sätzen geschlagen geben musste. Für Đoković ist dies der zweite Titel bei der Jahresabschlussveranstaltung, den ersten gewann er 2008 in Shanghai, als das Turnier noch Tennis Masters Cup hieß.
Im Doppel waren die Titelverteidiger Daniel Nestor und Maks Mirny, die sich im vergangenen Jahr gegen Mariusz Fyrstenberg und Marcin Matkowski durchsetzen konnten. Die beiden scheiterten diesmal schon in der Gruppenphase. Ins Finale des Doppelbewerbs, bei dem einige Turnierfavoriten erstaunlich früh scheiterten, gelangten Marcel Granollers und Marc López aus Spanien sowie Rohan Bopanna und Mahesh Bhupathi aus Indien, wobei keiner der Finalisten schon einmal beim Turnier siegreich war. Den Titel gewannen die beiden Spanier, die damit den größten Erfolg ihrer Doppelkarriere feiern konnten.

## Preisgeld und Punkte
Das Preisgeld betrug 5,5 Millionen US-Dollar.
| Runde                    | Einzel    | Doppel 1  | Punkte |
| ------------------------ | --------- | --------- | ------ |
| Sieg                     | +$830.000 | +$125.000 | +500   |
| Halbfinalsieg            | +$410.000 | +$65.000  | +400   |
| Gruppenphase (3 Siege)   | $520.000  | $140.000  | 600    |
| Gruppenphase (2 Siege)   | $390.000  | $115.000  | 400    |
| Gruppenphase (ein Sieg)  | $260.000  | $90.000   | 200    |
| Gruppenphase (kein Sieg) | $130.000  | $65.000 2 | 0      |
| Ersatzspieler            | $75.000   | $25.000   | —      |

## Einzel

### Qualifikation
Die acht bestplatzierten Spieler der ATP Tour qualifizierten sich für diesen Wettbewerb. Dazu kamen noch zwei Reservisten. Rafael Nadal, seit dem 26. Juni bereits qualifiziert, sagte jedoch verletzungsbedingt ab.
| ATP-Race im Einzel | ATP-Race im Einzel    | ATP-Race im Einzel | ATP-Race im Einzel | ATP-Race im Einzel  |
| #                  | Spieler               | Punkte             | Turniere           | Qualifikationsdatum |
| ------------------ | --------------------- | ------------------ | ------------------ | ------------------- |
| 1                  | Novak Đoković         | 11410              | 15                 | 7. Juli 2012        |
| 2                  | Roger Federer         | 9255               | 18                 | 7. Juli 2012        |
| 3                  | Andy Murray           | 7510               | 18                 | 5. September 2012   |
| 4                  | Rafael Nadal 3        | 6840               | 17                 | 26. Juni 2012       |
| 5                  | David Ferrer          | 4780               | 22                 | 16. Oktober 2012    |
| 6                  | Tomáš Berdych         | 4225               | 22                 | 22. Oktober 2012    |
| 7                  | Juan Martín del Potro | 3740               | 20                 | 25. Oktober 2012    |
| 8                  | Jo-Wilfried Tsonga    | 3310               | 23                 | 1. November 2012    |
| 9                  | Janko Tipsarević      | 2810               | 25                 | 1. November 2012    |
| 10                 | Nicolás Almagro       | 2425               | 25                 |                     |
| 11                 | Richard Gasquet       | 2370               | 21                 |                     |
| 12                 | Juan Mónaco           | 2340               | 22                 |                     |
| 13                 | Milos Raonic          | 2290               | 22                 |                     |
| 14                 | John Isner            | 2205               | 24                 |                     |
| 15                 | Marin Čilić           | 2150               | 21                 |                     |
| 16                 | Stanislas Wawrinka    | 1810               | 20                 |                     |
| 17                 | Gilles Simon          | 1805               | 25                 |                     |
| 18                 | Philipp Kohlschreiber | 1760               | 25                 |                     |

Mit Roger Federer (2003–04, 2006–07, 2010–11) und Novak Đoković (2008) nahmen zwei ehemalige Sieger des Turniers an der diesjährigen Austragung teil.

### Gruppe A

#### Ergebnisse
| Spieler       | Spieler            | Ergebnis      |
| ------------- | ------------------ | ------------- |
| Andy Murray   | Tomáš Berdych      | 3:6, 6:3, 6:4 |
| Novak Đoković | Jo-Wilfried Tsonga | 7:64, 6:3     |
| Novak Đoković | Andy Murray        | 4:6, 6:3, 7:5 |
| Tomáš Berdych | Jo-Wilfried Tsonga | 7:5, 3:6, 6:1 |
| Andy Murray   | Jo-Wilfried Tsonga | 6:2, 7:63     |
| Novak Đoković | Tomáš Berdych      | 6:2, 7:66     |

#### Tabelle
| Pos. | Setzliste | Spieler            | Matches | Sätze | Spiele |
| ---- | --------- | ------------------ | ------- | ----- | ------ |
| 1    | 1         | Novak Đoković      | 3:0     | 6:1   | 43:31  |
| 2    | 3         | Andy Murray        | 2:1     | 5:3   | 42:38  |
| 3    | 5         | Tomáš Berdych      | 1:2     | 3:5   | 37:40  |
| 4    | 7         | Jo-Wilfried Tsonga | 0:3     | 1:6   | 29:42  |

### Gruppe B

#### Ergebnisse
| Spieler               | Spieler               | Ergebnis       |
| --------------------- | --------------------- | -------------- |
| Roger Federer         | Janko Tipsarević      | 6:3, 6:1       |
| David Ferrer          | Juan Martín del Potro | 6:3, 3:6, 6:4  |
| Roger Federer         | David Ferrer          | 6:4, 7:65      |
| Juan Martín del Potro | Janko Tipsarević      | 6:0, 6:4       |
| Roger Federer         | Juan Martín del Potro | 6:73, 6:4, 3:6 |
| David Ferrer          | Janko Tipsarević      | 4:6, 6:3, 6:1  |

#### Tabelle
| Pos. | Setzliste | Spieler               | Matches | Sätze | Spiele |
| ---- | --------- | --------------------- | ------- | ----- | ------ |
| 1    | 2         | Roger Federer         | 2:1     | 5:2   | 40:31  |
| 2    | 6         | Juan Martín del Potro | 2:1     | 5:3   | 42:34  |
| 3    | 4         | David Ferrer          | 2:1     | 4:4   | 41:36  |
| 4    | 8         | Janko Tipsarević      | 0:3     | 1:6   | 18:40  |

### Halbfinale
| Spieler       | Spieler               | Ergebnis      |
| ------------- | --------------------- | ------------- |
| Novak Đoković | Juan Martín del Potro | 4:6, 6:3, 6:2 |
| Roger Federer | Andy Murray           | 7:65, 6:2     |

### Finale
| Spieler       | Spieler       | Ergebnis  |
| ------------- | ------------- | --------- |
| Novak Đoković | Roger Federer | 7:66, 7:5 |

### Erreichte Preisgelder und Weltranglistenpunkte
(Stand: 11. November 2012)
| Spieler               | Punkte | Antrittsgeld | Erspieltes Preisgeld | Gesamtpreisgeld |
| --------------------- | ------ | ------------ | -------------------- | --------------- |
| Novak Đoković         | 1500   | 130.000 $    | 1.630.000 $          | 1.760.000 $     |
| Roger Federer         | 800    | 130.000 $    | 670.000 $            | 800.000 $       |
| Juan Martín del Potro | 400    | 130.000 $    | 260.000 $            | 390.000 $       |
| David Ferrer          | 400    | 130.000 $    | 260.000 $            | 390.000 $       |
| Andy Murray           | 400    | 130.000 $    | 260.000 $            | 390.000 $       |
| Tomáš Berdych         | 200    | 130.000 $    | 130.000 $            | 260.000 $       |
| Janko Tipsarević      | 0      | 130.000 $    | 0 $                  | 130.000 $       |
| Jo-Wilfried Tsonga    | 0      | 130.000 $    | 0 $                  | 130.000 $       |

## Doppel

### Qualifikation
Prinzipiell qualifizierten sich die acht bestplatzierten Doppelpaarungen der ATP Tour für diesen Wettbewerb. Qualifiziert war allerdings auch ein Team, das ein Grand-Slam-Turnier gewonnen und sich zum Jahresende einen Platz in den Top 20 der Weltrangliste gesichert hatte. Durch diese Regelung waren die Wimbledon-Sieger Jonathan Marray und Frederik Nielsen qualifiziert, obwohl sie durch die während des Jahres gesammelten Punkte lediglich auf Platz 11 des für die Finals relevanten Race to London standen.
| 1  | Bob Bryan Mike Bryan                   | 9485 | 22 | 13. August 2012  |
| 2  | Maks Mirny Daniel Nestor               | 6675 | 20 | 9. August 2012   |
| 3  | Leander Paes Radek Štěpánek            | 6265 | 12 | 6. Oktober 2012  |
| 4  | Robert Lindstedt Horia Tecău           | 5965 | 23 | 20. August 2012  |
| 5  | Mahesh Bhupathi Rohan Bopanna          | 4455 | 21 | 2. November 2012 |
| 6  | Marcel Granollers Marc López           | 4360 | 18 | 25. Oktober 2012 |
| 7  | Aisam-ul-Haq Qureshi Jean-Julien Rojer | 4115 | 24 | 1. November 2012 |
| 11 | Jonathan Marray Frederik Nielsen       | 2180 | 6  | 15. Oktober 2012 |

### Gruppe A

#### Ergebnisse
| Spieler                      | Spieler                                | Ergebnis          |
| ---------------------------- | -------------------------------------- | ----------------- |
| Bob Bryan Mike Bryan         | Marcel Granollers Marc López           | 5:7, 7:5, [9:11]  |
| Leander Paes Radek Štěpánek  | Aisam-ul-Haq Qureshi Jean-Julien Rojer | 6:4, 7:5          |
| Leander Paes Radek Štěpánek  | Marcel Granollers Marc López           | 7:5, 6:4          |
| Bob Bryan Mike Bryan         | Aisam-ul-Haq Qureshi Jean-Julien Rojer | 7:5, 6:4          |
| Bob Bryan Mike Bryan         | Leander Paes Radek Štěpánek            | 4:6; 7:66, [7:10] |
| Marcel Granollers Marc López | Aisam-ul-Haq Qureshi Jean-Julien Rojer | 6:4, 6:2          |

#### Tabelle
| Pos. | Setzliste | Spieler                                | Matches | Sätze | Spiele |
| ---- | --------- | -------------------------------------- | ------- | ----- | ------ |
| 1    | 3         | Leander Paes Radek Štěpánek            | 3:0     | 6:1   | 39:29  |
| 2    | 6         | Marcel Granollers Marc López           | 2:1     | 4:3   | 34:31  |
| 3    | 1         | Bob Bryan Mike Bryan                   | 1:2     | 4:4   | 36:35  |
| 4    | 7         | Aisam-ul-Haq Qureshi Jean-Julien Rojer | 0:3     | 0:6   | 24:38  |

### Gruppe B

#### Ergebnisse
| Spieler                       | Spieler                          | Ergebnis           |
| ----------------------------- | -------------------------------- | ------------------ |
| Maks Mirny Daniel Nestor      | Robert Lindstedt Horia Tecău     | 4:6, 7:61, [12:10] |
| Mahesh Bhupathi Rohan Bopanna | Jonathan Marray Frederik Nielsen | 4:6, 7:61, [10:12] |
| Robert Lindstedt Horia Tecău  | Mahesh Bhupathi Rohan Bopanna    | 3:6, 7:5, [5:10]   |
| Maks Mirny Daniel Nestor      | Jonathan Marray Frederik Nielsen | 6:73, 6:4, [10:12] |
| Robert Lindstedt Horia Tecău  | Jonathan Marray Frederik Nielsen | 6:3, 7:5           |
| Maks Mirny Daniel Nestor      | Mahesh Bhupathi Rohan Bopanna    | 6:75, 7:65, [5:10] |

#### Tabelle
| Pos. | Setzliste | Spieler                          | Matches | Sätze | Spiele |
| ---- | --------- | -------------------------------- | ------- | ----- | ------ |
| 1    | 8         | Jonathan Marray Frederik Nielsen | 2:1     | 4:4   | 33:36  |
| 2    | 5         | Mahesh Bhupathi Rohan Bopanna    | 2:1     | 5:4   | 37:36  |
| 3    | 2         | Maks Mirny Daniel Nestor         | 1:2     | 4:5   | 37:38  |
| 4    | 4         | Robert Lindstedt Horia Tecău     | 1:2     | 4:4   | 35:32  |

### Halbfinale
| Spieler                          | Spieler                       | Ergebnis          |
| -------------------------------- | ----------------------------- | ----------------- |
| Leander Paes Radek Štěpánek      | Mahesh Bhupathi Rohan Bopanna | 6:4, 1:6, [10:12] |
| Jonathan Marray Frederik Nielsen | Marcel Granollers Marc López  | 4:6, 3:6          |

### Finale
| Spieler                      | Spieler                       | Ergebnis         |
| ---------------------------- | ----------------------------- | ---------------- |
| Marcel Granollers Marc López | Mahesh Bhupathi Rohan Bopanna | 7:5, 3:6, [10:3] |

### Erreichte Preisgelder und Weltranglistenpunkte
| Spieler                                | Punkte | Antrittsgeld | Erspieltes Preisgeld | Gesamtpreisgeld |
| -------------------------------------- | ------ | ------------ | -------------------- | --------------- |
| Marcel Granollers Marc López           | 1300   | 65.000 $     | 240.000 $            | 305.000 $       |
| Mahesh Bhupathi Rohan Bopanna          | 800    | 65.000 $     | 115.000 $            | 180.000 $       |
| Leander Paes Radek Štěpánek            | 600    | 65.000 $     | 75.000 $             | 140.000 $       |
| Jonathan Marray Frederik Nielsen       | 400    | 65.000 $     | 50.000 $             | 115.000 $       |
| Bob Bryan Mike Bryan                   | 200    | 65.000 $     | 25.000 $             | 90.000 $        |
| Robert Lindstedt Horia Tecău           | 200    | 65.000 $     | 25.000 $             | 90.000 $        |
| Maks Mirny Daniel Nestor               | 200    | 65.000 $     | 25.000 $             | 90.000 $        |
| Aisam-ul-Haq Qureshi Jean-Julien Rojer | 0      | 65.000 $     | 0 $                  | 65.000 $        |